# منتخب اليابان لكرة السلة 3x3
منتخب اليابان لكرة السلة 3x3 هو منتخب اليابان الوطني في رياضة كرة السلة 3×3، يدار من قبل الاتحاد الياباني لكرة السلة.